# Triple Crown (snooker)
A Triple Crown a három legnagyobb presztízzsel rendelkező snooker torna, a Snooker Világbajnokság, a Masters és a UK Champinonship összefoglaló elnevezése. Ezeket a tornákat szokás még a ’’három nagynak’’ vagy a ’’három BBC-s tornának’’ is nevezni. Jelenleg összesen tíz játékos van, akik karrierjük során legalább egyszer mindhárom címet megnyerték: Stephen Hendry, Ronnie O’Sullivan, John Higgins, Steve Davis, Mark Williams, Alex Higgins, Terry Griffiths, Neil Robertson, Mark Selby és Shaun Murphy. Csupán Hendrynek, Davisnek és Williamsnek sikerült egy azon versenyszezonon belül megnyerni mindhármat, igaz Hendrynek ez kétszer is megadatott, először az 1989–1990-es, majd az 1995–1996-os szezonban. 2013-ban Neil Robertson lett az első Egyesült Királyságon kívülről érkező játékos, aki teljesítette a Triple Crownt.

## Triple Crown versenyek győztesei
| Szezon    | UK Championship                               | The Masters                                   | Világbajnokság            |
| --------- | --------------------------------------------- | --------------------------------------------- | ------------------------- |
| 1968–1969 | először megrendezve az 1977−1978-as szezontól | először megrendezve az 1974–1975-ös szezontól | John Spencer (1/4)        |
| 1969–1970 | nem létezett                                  | nem létezett                                  | Ray Reardon (1/7)         |
| 1970–1971 | nem létezett                                  | nem létezett                                  | John Spencer (2/4)        |
| 1971–1972 | nem létezett                                  | nem létezett                                  | Alex Higgins (1/5)        |
| 1972–1973 | nem létezett                                  | nem létezett                                  | Ray Reardon (2/7)         |
| 1973–1974 | nem létezett                                  | nem létezett                                  | Ray Reardon (3/7)         |
| 1974–1975 | nem létezett                                  | John Spencer (3/4)                            | Ray Reardon (4/7)         |
| 1975–1976 | nem létezett                                  | Ray Reardon (5/7)                             | Ray Reardon (6/7)         |
| 1976–1977 | nem létezett                                  | Doug Mountjoy (1/3)                           | John Spencer (4/4)        |
| 1977–1978 | Patsy Fagan                                   | Alex Higgins (2/5)                            | Ray Reardon (7/7)         |
| 1978–1979 | Doug Mountjoy                                 | Perrie Mans                                   | Terry Griffiths (1/3)     |
| 1979–1980 | John Virgo                                    | Terry Griffiths (2/3)                         | Cliff Thorburn (1/4)      |
| 1980–1981 | Steve Davis (1/15)                            | Alex Higgins (3/5)                            | Steve Davis (2/15)        |
| 1981–1982 | Steve Davis (3/15)                            | Steve Davis (4/15)                            | Alex Higgins (4/5)        |
| 1982–1983 | Terry Griffiths (3/3)                         | Cliff Thorburn (2/4)                          | Steve Davis (5/15)        |
| 1983–1984 | Alex Higgins (5/5)                            | Jimmy White (1/2)                             | Steve Davis (6/15)        |
| 1984–1985 | Steve Davis (7/15)                            | Cliff Thorburn (3/4)                          | Dennis Taylor (1/2)       |
| 1985–1986 | Steve Davis (8/15)                            | Cliff Thorburn (4/4)                          | Joe Johnson               |
| 1986–1987 | Steve Davis (9/15)                            | Dennis Taylor (2/2)                           | Steve Davis (10/15)       |
| 1987–1988 | Steve Davis (11/15)                           | Steve Davis (12/15)                           | Steve Davis (13/15)       |
| 1988–1989 | Doug Mountjoy (3/3)                           | Stephen Hendry (1/18)                         | Steve Davis (14/15)       |
| 1989–1990 | Stephen Hendry (2/18)                         | Stephen Hendry (3/18)                         | Stephen Hendry (4/18)     |
| 1990–1991 | Stephen Hendry (5/18)                         | Stephen Hendry (6/18)                         | John Parrott (1/2)        |
| 1991–1992 | John Parrott (2/2)                            | Stephen Hendry (7/18)                         | Stephen Hendry (8/18)     |
| 1992–1993 | Jimmy White (2/2)                             | Stephen Hendry (9/18)                         | Stephen Hendry (10/18)    |
| 1993–1994 | Ronnie O’Sullivan (1/23)                      | Alan McManus                                  | Stephen Hendry (11/18)    |
| 1994–1995 | Stephen Hendry (12/18)                        | Ronnie O’Sullivan (2/23)                      | Stephen Hendry (13/18)    |
| 1995–1996 | Stephen Hendry (14/18)                        | Stephen Hendry (15/18)                        | Stephen Hendry (16/18)    |
| 1996–1997 | Stephen Hendry (17/18)                        | Steve Davis (15/15)                           | Ken Doherty               |
| 1997–1998 | Ronnie O’Sullivan (3/23)                      | Mark Williams (1/6)                           | John Higgins (1/9)        |
| 1998–1999 | John Higgins (2/9)                            | John Higgins (3/9)                            | Stephen Hendry (18/18)    |
| 1999–2000 | Mark Williams (2/6)                           | Matthew Stevens (1/2)                         | Mark Williams (3/6)       |
| 2000–2001 | John Higgins (4/9)                            | Paul Hunter (1/3)                             | Ronnie O’Sullivan (4/23)  |
| 2001–2002 | Ronnie O’Sullivan (5/23)                      | Paul Hunter (2/3)                             | Peter Ebdon (1/2)         |
| 2002–2003 | Mark Williams (4/6)                           | Mark Williams (5/6)                           | Mark Williams (6/6)       |
| 2003–2004 | Matthew Stevens (2/2)                         | Paul Hunter (3/3)                             | Ronnie O’Sullivan (6/23)  |
| 2004–2005 | Stephen Maguire                               | Ronnie O’Sullivan (7/23)                      | Shaun Murphy (1/2)        |
| 2005–2006 | Ding Junhui (1/3)                             | John Higgins (5/9)                            | Graeme Dott               |
| 2006–2007 | Peter Ebdon (2/2)                             | Ronnie O’Sullivan (8/23)                      | John Higgins (6/9)        |
| 2007–2008 | Ronnie O’Sullivan (9/23)                      | Mark Selby (1/4)                              | Ronnie O’Sullivan (10/23) |
| 2008–2009 | Shaun Murphy (2/2)                            | Ronnie O’Sullivan (11/23)                     | John Higgins (7/9)        |
| 2009–2010 | Ding Junhui (2/3)                             | Mark Selby (2/4)                              | Neil Robertson (1/3)      |
| 2010–2011 | John Higgins (8/9)                            | Ding Junhui (3/3)                             | John Higgins (9/9)        |
| 2011–2012 | Judd Trump                                    | Neil Robertson (2/3)                          | Ronnie O’Sullivan (12/23) |
| 2012–2013 | Mark Selby (3/4)                              | Mark Selby (4/4)                              | Ronnie O’Sullivan (13/23) |
| 2013–2014 | Neil Robertson (3/3)                          | Ronnie O’Sullivan                             | Mark Selby (5/5)          |
| 2014–2015 | Ronnie O’Sullivan (15/23)                     | Shaun Murphy (3/3)                            | Stuart Bingham            |
| 2015–2016 | Neil Robertson (4/4)                          | Ronnie O’Sullivan (16/23)                     | Mark Selby (6/9)          |
| 2016–2017 | Mark Selby (7/9)                              | Ronnie O’Sullivan (17/23)                     | Mark Selby (8/9)          |
| 2017–2018 | Ronnie O’Sullivan (18/23)                     | Mark Allen (1/2)                              | Mark Williams (7/7)       |
| 2018–2019 | Ronnie O’Sullivan (19/23)                     | Judd Trump (2/4)                              | Judd Trump (3/4)          |
| 2019–2020 | Ding Junhui (4/4)                             | Stuart Bingham (2/2)                          | Ronnie O’Sullivan (20/23) |
| 2020–2021 | Neil Robertson (5/6)                          | Yan Bingtao (1/1)                             | Mark Selby (9/9)          |
| 2021–2022 | Zhao Xintong (1/1)                            | Neil Robertson (6/6)                          | Ronnie O’Sullivan (21/23) |
| 2022–2023 | Mark Allen (2/2)                              | Judd Trump (4/4)                              | Luca Brecel               |
| 2023-2024 | Ronnie O'Sullivan (22/23)                     | Ronnie O'Sullivan (23/23)                     |                           |

| Jelölések                                                          |
| ------------------------------------------------------------------ |
| Játékosok, akik egy szezonon belül nyerték meg mindhárom tornát    |
| Játékosok, akik egy szezonon belül két Triple Crown tornát nyertek |

## Többszörös Triple Crown torna győztesek
| Nemzetiség     | Név               | Összesen | Világbajnokság | UK Championship | Masters | Időszak   |
| -------------- | ----------------- | -------- | -------------- | --------------- | ------- | --------- |
| Anglia         | Ronnie O’Sullivan | 21       | 7              | 7               | 7       | 1993–2022 |
| Skócia         | Stephen Hendry    | 18       | 7              | 5               | 6       | 1989–1999 |
| Anglia         | Steve Davis       | 15       | 6              | 6               | 3       | 1980–1997 |
| Skócia         | John Higgins      | 9        | 4              | 3               | 2       | 1998–2011 |
| Anglia         | Mark Selby        | 9        | 4              | 2               | 3       | 2008–2021 |
| Wales          | Ray Reardon       | 7        | 6              | 0               | 1       | 1970–1978 |
| Wales          | Mark Williams     | 7        | 3              | 2               | 2       | 1998–2018 |
| Ausztrália     | Neil Robertson    | 6        | 1              | 3               | 2       | 2010–2022 |
| Észak-Írország | Alex Higgins      | 5        | 2              | 1               | 2       | 1972–1983 |
| Anglia         | John Spencer      | 4        | 3              | 0               | 1       | 1969–1977 |
| Kanada         | Cliff Thorburn    | 4        | 1              | 0               | 3       | 1980–1986 |
| Anglia         | Judd Trump        | 4        | 1              | 2               | 1       | 2011-2023 |
| Wales          | Terry Griffiths   | 3        | 1              | 1               | 1       | 1979–1982 |
| Wales          | Doug Mountjoy     | 3        | 0              | 2               | 1       | 1977–1988 |
| Kína           | Ding Junhui       | 4        | 0              | 3               | 1       | 2005–2019 |
| Anglia         | Paul Hunter       | 3        | 0              | 0               | 3       | 2001–2004 |
| Anglia         | John Parrott      | 2        | 1              | 1               | 0       | 1991-1991 |
| Anglia         | Peter Ebdon       | 2        | 1              | 1               | 0       | 2002–2006 |
| Anglia         | Shaun Murphy      | 3        | 1              | 1               | 1       | 2005–2015 |
| Észak-Írország | Dennis Taylor     | 2        | 1              | 0               | 1       | 1985–1987 |
| Anglia         | Jimmy White       | 2        | 0              | 1               | 1       | 1984–1992 |
| Wales          | Matthew Stevens   | 2        | 0              | 1               | 1       | 2000–2003 |

| Jelölések                                                                  |
| -------------------------------------------------------------------------- |
| Játékosok, akik mindhárom Triple Crown tornát legalább egyszer megnyerték. |
| Ma is aktív játékosok, akik két Triple Crown tornát nyertek.               |

1. ↑  Mark Selby eyes snooker's Triple Crown after Masters win. BBC Sport, 2013. január 21. (Hozzáférés: 2013. december 2.)
2. 1 2  Neil Robertson fights back against Mark Selby to win UK Championship. theguardian.com, 2013. december 8. (Hozzáférés: 2013. december 9.)
3. ↑  World Snooker final: Mark Selby beats Ronnie O'Sullivan 18-14. BBC Sport, 2014. május 5. (Hozzáférés: 2014. május 5.)
4. ↑  Neil Robertson fights back to take UK Championship crown. RTÉ.ie, 2013. december 8. (Hozzáférés: 2013. december 9.)
5. ↑  Turner, Chris: UK Championship. cajt.pwp.blueyonder.co.uk. Chris Turner's Snooker Archvie. [2012. február 16-i dátummal az eredetiből archiválva]. (Hozzáférés: 2011. január 19.)
6. ↑  Hall of Fame (UK Championship). Snooker.org. (Hozzáférés: 2013. június 22.)
7. ↑  Turner, Chris: The Masters. cajt.pwp.blueyonder.co.uk. Chris Turner's Snooker Archive. [2012. január 7-i dátummal az eredetiből archiválva]. (Hozzáférés: 2011. január 19.)
8. ↑  Hall of Fame (Masters). Snooker.org. (Hozzáférés: 2013. június 22.)
9. ↑  Turner, Chris: World Professional Championship. cajt.pwp.blueyonder.co.uk. Chris Turner's Snooker Archive. [2013. április 16-i dátummal az eredetiből archiválva]. (Hozzáférés: 2011. január 19.)
10. ↑  Hall of Fame (World Championship). Snooker.org. (Hozzáférés: 2011. február 24.)
11. ↑  williamhill.com UK Championship (2011). Snooker.org. (Hozzáférés: 2011. október 12.)
12. ↑  BGC Masters (2012). Snooker.org. (Hozzáférés: 2011. október 28.)
13. ↑  Betfred.com World Championship (2012). Snooker.org. (Hozzáférés: 2012. február 23.)
14. ↑  williamhill.com UK Championship (2012). Snooker.org. (Hozzáférés: 2012. július 30.)
15. ↑  Betfair Masters (2013). Snooker.org. (Hozzáférés: 2012. július 30.)
16. ↑  Betfair World Championship (2013). Snooker.org. (Hozzáférés: 2012. július 30.)
17. ↑  williamhill.com UK Championship (2013). Snooker.org. (Hozzáférés: 2013. április 9.)
18. ↑  Dafabet Masters (2014). Snooker.org. (Hozzáférés: 2013. április 9.)
19. ↑  Dafabet World Championship (2014). Snooker.org. (Hozzáférés: 2013. április 9.)
20. ↑  Coral UK Championship (2014). Snooker.org. (Hozzáférés: 2014. december 7.)
21. ↑  Dafabet Masters (2015). Snooker.org. (Hozzáférés: 2014. május 16.)
22. ↑  World Championship (2015). Snooker.org. (Hozzáférés: 2014. május 16.)
23. ↑  UK Championship final: Neil Robertson makes 147 and wins title. BBC.co.uk. (Hozzáférés: 2015. december 29.)

## Fordítás
- Ez a szócikk részben vagy egészben  a   Triple Crown (snooker) című angol Wikipédia-szócikk ezen változatának fordításán alapul.  Az eredeti cikk szerkesztőit annak laptörténete sorolja fel. Ez a jelzés csupán a megfogalmazás eredetét és a szerzői jogokat jelzi, nem szolgál a cikkben szereplő információk forrásmegjelöléseként.